# Storia della Basilicata
La storia della Basilicata si svolge a partire dalle prime frequentazioni umane nel Paleolitico e lo sviluppo delle comunità indigene, passando per la colonizzazione della Magna Grecia, la conquista romana, e i successivi domini bizantino, longobardo e normanno, per seguire poi le vicende del Regno di Napoli e per finire del Regno d'Italia e della Repubblica Italiana.

## Preistoria

### Dal Paleolitico all'Età del bronzo
I primi insediamenti umani scoperti in Basilicata risalgono al Paleolitico inferiore, periodo in cui i territori in prossimità dei fiumi e dei bacini lacustri costituivano l'habitat ideale per individui del genere Homo e le sue attività vitali di caccia e raccolta. 
Il sito archeologico di Notarchirico ha restituito reperti paleolitici faunistici e litici, oltre ad un fossile di femore di un adolescente della specie Homo heidelbergensis vissuto intorno a 630 000 anni dal presente, classificati come appartenenti alla cultura acheuleana, tra le più antiche evidenze riferibili a questa cultura in Europa.
Altre testimonianze di questa prima fase di civiltà sono emerse a Matera nei pressi di Murgia Timone e nelle testimonianze della Cultura di Serra d'Alto; anche a Venosa, dove nei pressi di antichi specchi d'acqua sono stati ritrovati anche i resti di specie faunistiche oggi estinte, e sopravvivenze di lontanissime specie terziarie come il Machairodus o "tigre dai denti a sciabola".
Altri ritrovamenti riguardano utensili litici, come la punta musteriana ritrovata in contrada "Panevino", frazione di Tursi, oppure ciottoli decorati con incisioni geometriche, rinvenuti nella "grotta dei Pipistrelli" e nella "grotta Funeraria" di Matera. Un insediamento costiero è emerso sul versante tirrenico, nelle grotte presso la spiaggia di Fiumicello di Maratea, dove agli utensili litici si accompagnano dei resti di fauna pleistocenica.
In Basilicata sono emersi diversi rifugi preistorici: le grotte di Latronico e di "Pietra della Mola" a Croccia Cognato (Accettura) e il riparo di Tuppo dei Sassi presso Filiano, dove è venuto alla luce un esempio di pittura rupestre del primo periodo post-glaciale o Mesolitico.
Nel V millennio a.C. la cultura neolitica cominciò ad irradiarsi lungo i corsi dei fiumi lucani, raggiungendo anche le aree interne: i gruppi e le tribù non vivevano più nelle grotte, usate solo saltuariamente come luoghi di culto o sepoltura, ma in villaggi di capanne disposte circolarmente, provviste di fossati difensivi, porte e palizzate. Tali evoluzioni sono state ben studiate nell'area di Tolve, Tricarico, Alianello, Melfi, Metaponto, e nella Murgia Materana, cogliendo anche informazioni di rilievo sia sull'habitat che sull'economia dell'Homo sapiens, basata sulla cerealicoltura e l'allevamento bovino e caprino.
Risalgono all'Eneolitico altri reperti delle grotte di Latronico; mentre i ritrovamenti della grotta di Cervaro, presso Lagonegro, sono da associare a uso funerario. Sul promontorio di Capo la Timpa, presso Maratea, nasce nell'Età del bronzo un insediamento commerciale stabile entro capanne, il più antico centro di cultura appenninica sul mare conosciuto.

### L'Età del ferro
Le comunità indigene della prima età del ferro erano organizzate in grossi villaggi ubicati sugli altopiani, ai margini delle grandi pianure e dei corsi d'acqua, in luoghi consoni alla pastorizia ed all'agricoltura. Agglomerati che testimoniano questa fase sono considerati quelli di Anglona, situata sul displuvio delle fertili valli dell'Agri e del Sinni, Siris ed Incoronata-San Teodoro, sulla costa ionica; sulla collina immediatamente sovrastante la costa sul finire dell'VIII secolo a.C., si registra la presenza dei primi coloni greci, provenienti dalla Grecia insulare e dall'Anatolia, spintisi al di qua del Mediterraneo alla ricerca di terre fertili da coltivare.
Sul versante tirrenico e nella conca del fiume Noce, i ritrovamenti archeologici databili tra il XI-VIII secolo a.C. sono quasi del tutto assenti. Ciò è dovuto probabilmente alla nascita delle colonie magno-greche, che provoca un nuovo assetto degli equilibri commerciali. Sopravvive invece una necropoli presso Castelluccio.

## L'età classica ed ellenistica
La prima colonizzazione greca avvenne con la costruzione di Siris, situata presso la riva del fiume omonimo oggi detto Sinni, sul finire dell'VIII secolo a.C., ad opera di profughi da Colofone, fuggiti in Occidente per scampare alla dominazione Lidia. Con la fondazione di Metaponto, avvenuta nel 630 a.C. circa da parte di coloni di stirpe achea, si estende la colonizzazione a tutta la costa ionica lucana fino al primo entroterra (scavi archeologici di Timmari nei pressi di Matera).
Si instaureranno due modelli coloniali sostanzialmente diversi, quello acheo (Sibari, Metaponto) basato sulla centralità della terra e dello spazio agrario e quello sirita meno accentratore e maggiormente permeato dalle preesistenze indigene, anche nella metodologia di sfruttamento della terra.
Molti insediamenti, risalenti all'VIII-VII secolo a.C., sono stati ritrovati nelle aree interne del Vallo di Diano e della Val d'Agri, ricche e numerose necropoli. Risale all'VIII secolo a.C. anche la necropoli di Colle dei Greci presso Latronico. I ritrovamenti consistono in utensili in argilla ben depurata con disegni geometrici a tenda, ceramica enotria, armi e accessori - connotazioni distintive dei guerrieri-, oggetti e parures femminili che caratterizzavano lo status principesco di alcune donne della società del tempo.
Sul Tirreno rinasce il villaggio di Capo la Timpa, accompagnato da un gemello costiero sul colle Palecastro di Tortora (comune oggi sito in provincia di Cosenza) e da un referente interno presso Rivello, sulla cosiddetta Serra Città, che si suppone identificabile con la città di Sirinos. Questi centri, così come quello a Palinuro, vanno inquadrati in uno schema di «colonizzazione indigena della costa», in cui gli Enotri sfruttarono la fondazione delle colonie greche sul Tirreno, in particolare Velia e Pyxous, per riavviare i loro commerci marittimi.
Nel corso del VI secolo a.C. ognuna delle due città era ormai padrona di un territorio molto vasto (chorà) che si estendevano nell'entroterra fino a Pisticci, Bernalda e Montescaglioso e Matera per Metaponto e fino ad Pandosia e Montalbano Jonico, la cosiddetta Siritide, per Siris.

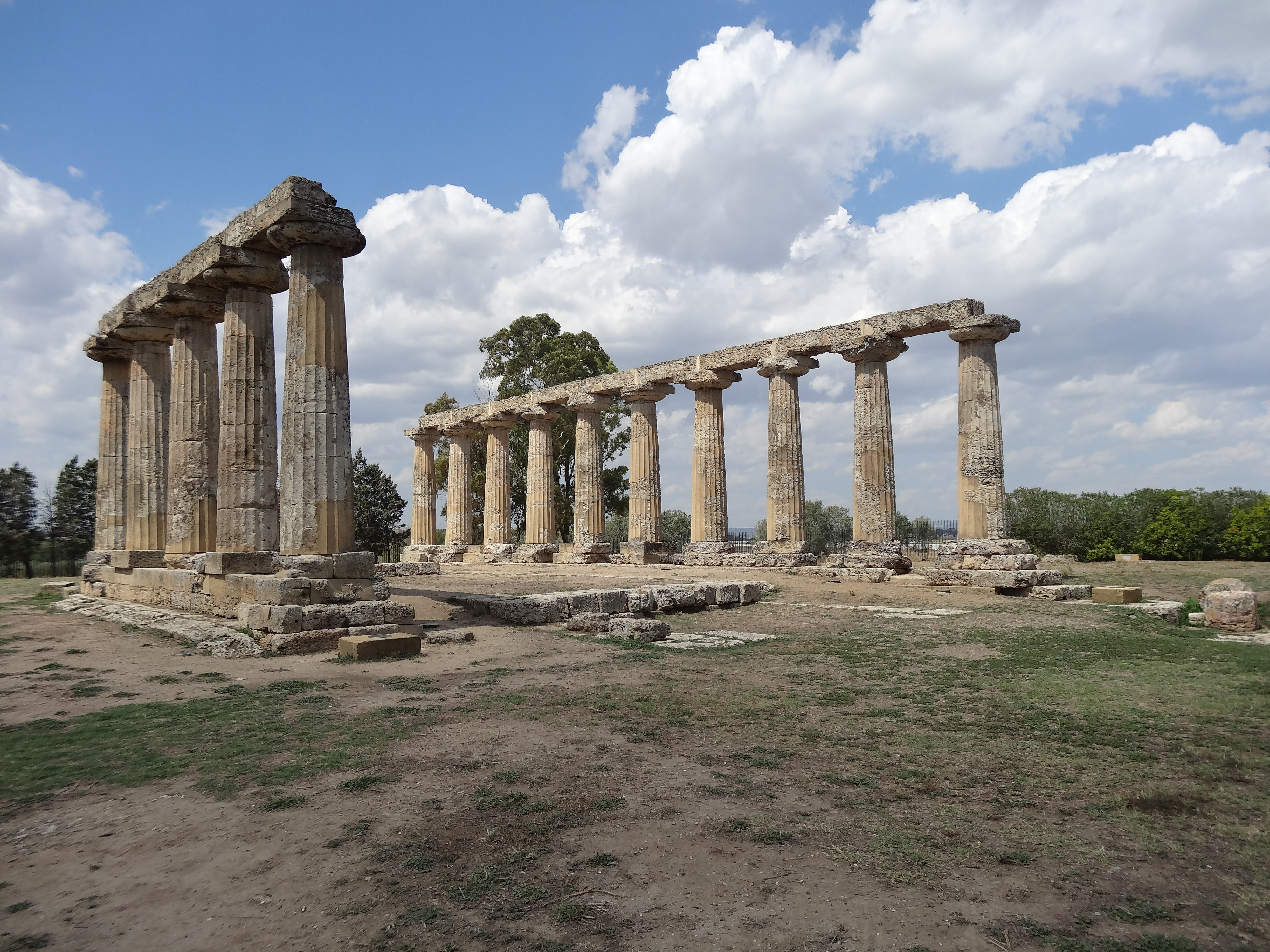
Santuario di Hera VI secolo a.C.

Con gli scavi condotti ad Alianello, Armento, Roccanova, Incoronata, Cozzo Presepe, Pisticci e Serra di Vaglio, emerge come proprio la Lucania interna, in questa fase, si caratterizzi quale importante crocevia di popoli e culture diversi, così come evidenzia la diffusione di oggetti di lusso, di chiara matrice etrusca, e l'affermazione dei costumi e dell'organizzazione sociale ellenica (adozione dell'armamento greco e comparsa della figura del cavaliere). Questa convergenza di culture si imprimerà nel sostrato indigeno "enotrio", portando allo sviluppo di una progredita cultura locale, come dimostrano i ritrovamenti in particolare di Serra di Vaglio, dove, in particolare, la presenza di un imponente santuario (l'area sacra di Braida), dalle caratteristiche strutturali e stilistiche molto evolute, e di grandi edifici decorati nello stile metapontino e poseidoniate, testimoniano di una realtà civile e sociale molto ben strutturata e certamente mediata dalle mature esperienze delle due città costiere.
Altro nodo importante era costituito dall'area del Melfese che, grazie al fiume Ofanto, incrociava importanti itinerari di scambi. Una conferma di questa facilità e continuità di rapporti arriva dagli scavi effettuati nelle grandi necropoli di Pisciolo e Chiuchiari e in quelle di Ruvo del Monte dove, i ricchi corredi funerari, presentano i segni e le influenze del mondo dauno (i vasi riccamente decorati), di quello etrusco (vasi e candelabri in bronzo) e di quello greco (le coppe ioniche e vasi di imitazione locale).

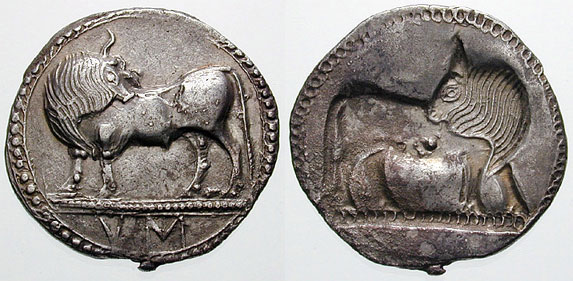
Moneta incusa di Sibari. Circa 550-510 a.C.

Fra il VI ed il V secolo a.C. però, questo ipotizzabile equilibrio tra coloni greci ed "Enotri" viene intaccato, provocando una trasformazione improvvisa nel quadro territoriale della Basilicata, dove alcuni degli insediamenti più fiorenti, ricaduti nel raggio dei territori delle città greche (chorai), scompaiono (l'Incoronata e Pandosia), mentre altri, soprattutto nelle zone più interne della regione, si fortificano presentando una loro evoluta strutturazione interna (Pisticci, Ferrandina, Montescaglioso, Timmari, Garaguso, Ripacandida e Satriano): a questo fenomeno risalgono le prime cinte fortificate e alcuni importanti santuari, ubicati presso le sorgenti e prevalentemente votati a divinità femminili.
Questa trasformazione interna si colloca in un quadro storico estremamente movimentato che, sul finire dell'età arcaica, vede gran parte dell'Italia e dei suoi gruppi etnici coinvolti in una moltitudine di conflitti ed avvicendamenti, che avrebbero azzerato e riformulato gli equilibri territoriali costituitisi fino a quel momento.
Le ostilità si aprono tragicamente nel 510 a.C. con la distruzione di Sibari da parte di Crotone: con Sibari, di fatto, si distruggeva un'esperienza politica a forti coloriture democratiche alla quale si opponeva, vittoriosamente, il modello pitagorico e aristocratico di Crotone, ispirato ad un acceso conservatorismo. Ma se la città fu distrutta, provocando nuovi equilibri nella gestione dei traffici sul Mediterraneo, le spinte democratiche, invece, le sopravvissero determinando quei movimenti antioligarchici che tanto avrebbero inciso nella ristrutturazione della società del tempo; lo stesso Pitagora venne poi esiliato a Metaponto dove passò il resto della sua vita e in cui avrebbe formato filosofi come Ippaso, Ocello Lucano, Bindaice e Esara.

## La conquista romana
Dopo un paio di secoli in cui i Lucani esercitarono di fatto una notevole egemonia sulla zona, con forti contrasti con gli italioti di Taranto e di Siracusa, tra gli altri, gli equilibri iniziarono a cambiare quando i Romani ebbero i primi contatti con i Lucani intorno al 330 a.C., quando costituirono un'alleanza "strumentale" utile a fronteggiare la pressione esercitata dai Sanniti a nord. L'alleanza, tuttavia, durò poco poiché i Romani manifestarono ben presto forti mire espansionistiche verso sud.
Prima nel 285 a.C. e poi nel 282 a.C., la città magno-greca di Thurii, assediata dal principe lucano Stenio Stallio chiese aiuto ai Romani. I Lucani, dapprima alleati ma successivamente ribellatisi, vennero sconfitti dalle truppe del console Gaio Fabricio Luscino, che stanziò nella città una guarnigione, come riportano i Fasti triumphales.
Successivamente, i Romani, perlustrarono il mar Ionio per eliminare eventuali imbarcazioni nemiche; proprio durante una di queste perlustrazioni dieci navi d'osservazione romane, contravvenendo ai patti, entrarono nel golfo di Taranto. I tarentini, irritati le respinsero distruggendone quattro e catturandone una. Successivamente l'esercito e la flotta tarentina attaccò la città di Thurii, allontanando la guarnigione romana che la presidiava. I Romani, allora, organizzarono una missione diplomatica guidata dall'ambasciatore Postumio. I diplomatici romani furono, però, derisi e oltraggiati dalla popolazione tarentina. Fallita la missione diplomatica, Roma si sentì in diritto di dichiarare guerra a Taranto.
In difesa della città ionica sbarcò a Taranto Pirro, re dell'Epiro che, appoggiato dai Lucani, Bruzzi e Sanniti ottenne una vittoria di misura nella battaglia combattuta fra Pandosia ed Heraclea nel 280 a.C., nei pressi dell'attuale Policoro. Pirro schierò sul campo gli elefanti da guerra, fino a quel momento sconosciuti ai Romani, i quali li identificarono come "buoi lucani" ritenendoli una specie autoctona.  Dopo appena quattro anni, nel 275 a.C. Pirro venne sconfitto a Maleventum e tornò in Epiro. Taranto si arrese ai Romani nel 272 a.C., così il dominio della repubblica romana si estese su tutte le colonie greche dell'Italia meridionale. In conseguenza di ciò, nella regione lucana si ebbe un declino economico, provocato dalla politica di sfruttamento dei territori conquistati, acquisiti come suoli di proprietà dei vincitori.

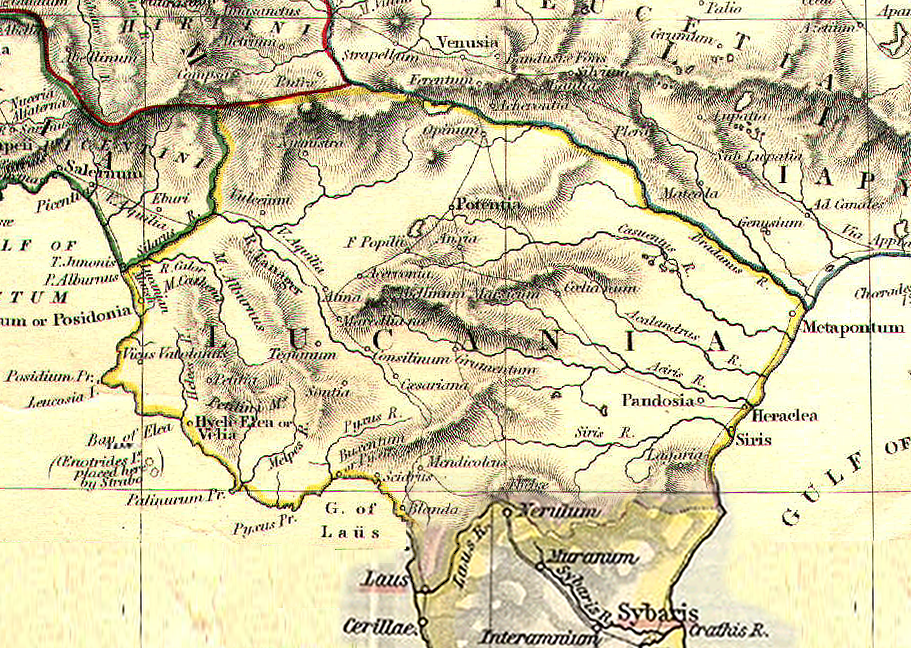
La regione storica della Lucania

Dopo un tentativo di riscatto mediante l'aiuto fornito ad Annibale nel III secolo a.C., l'ennesima sconfitta provocò un inasprimento della sottomissione da parte dei romani e nel territorio lucano vennero dedotte le colonie di Potentia e di Grumentum, dove furono reclusi i ribelli lucani e brutii sottomessi dai romani.
Nel II secolo a.C. i Romani dotarono la regione di infrastrutture importanti: il prolungamento della via Appia fino a Brindisi e un tratti di acquedotto, con lo sviluppo dei centri romani sul percorso della via, tra i quali Venosa, che fu quindi patria del poeta latino Orazio.
A questa si affiancò la Via Popilia, che attraversava l'Appennino lucano, attraversando Sirinos e Nerulum, e una sua diramazione, che da Paestum congiungeva le colonie tirreniche Velia, Buxentum, Cesernia, Blanda Julia e Laos a Cosenza.

## Medioevo

Possedimenti dei Normanni in Italia meridionale e in Africa nel 1154 circa

Tra il VI e il IX secolo la Lucania fece parte del longobardo ducato di Benevento. Contemporaneamente le incursioni saracene costringevano le popolazioni lucane ad arroccarsi sulle montagne e sulle colline. Tricarico e Tursi conoscono una dominazione araba di più lunga durata che inciderà profondamente sulla struttura stessa degli abitati, che hanno conservato testimonianze ancora oggi ben visibili nei quartieri della ràbata e della saracena a Tricarico e della rabatana a Tursi..
Nel 968, dopo la conquista bizantina, venne costituito il thema di Lucania, con capoluogo Tursikon finché, tra l'XI e il XII secolo, il thema scomparve.
All'inizio dell'XI secolo arrivano nell'Italia meridionale mercenari Normanni, capitanati da Rainulfo Drengot e i membri della famiglia Altavilla, che diretti in Terrasanta sostarono in queste regioni e, approfittando delle guerre fra i vari ducati e principati, ne divennero padroni. Nel settembre del 1042, Guglielmo Braccio di Ferro e i normanni di Aversa si rivolsero al duca longobardo Guaimario IV di Salerno per ottenere il riconoscimento ufficiale della conquista del territorio e, in cambio, accettarono di prestare omaggio come vassalli. Con la conquista normanna, il thema scomparve favorendo la nascita della Contea di Puglia, la cui sede fu fissata a Melfi; il territorio venne assegnato a dodici condottieri, che dovevano governarla e giurarono di prestarsi assistenza reciproca. 
I feudi vennero attribuiti a seconda del rango e del merito; secondo la cronaca di Amato di Montecassino: Asclettino Drengot diventa signore di Acerenza con residenza nel castello di Genzano; Attolino a Lavello; Drogone a Venosa. Ascoli Satriano spettò a Guglielmo, che si fregiò del titolo di conte già dal 1042, sposo della nipote del duca di Salerno, fu comunque fin dall'inizio in posizione dominante.
Riepilogando, le dodici Signorie furono così assegnate:
- Ascoli in Capitanata (Guglielmo d'Altavilla),
- Canne (Rodolfo di Canne),
- Civitate (Gualtiero, figlio del conte Amico ed eroe della vittoria di Montepeloso),
- Monte Sant'Angelo nel Gargano (Rodolfo di Barbena)
- Venosa (Drogone d'Altavilla, fratello di Guglielmo)
- Montepeloso Irsina (Tristano di Montepeloso),
- Acerenza (Asclettino I Drengot, o Asclettino minore, che risiede nel castello di Genzano)
- Lavello (Attolino)
- Monopoli (Ugo Tuboeuf)
- Trani (Pietro di Trani su Trani),
- Minervino, nella Murgia (Ramfredo),
- Frigento in Irpinia (Erveo).

La famiglia degli Altavilla partì da Melfi per conquistare l'intero Mezzogiorno d'Italia e la Sicilia, determinando, di fatto, l'apice della fortuna di Melfi, che diventò un centro del potere normanno e dove si tennero cinque concili, organizzati da cinque diversi pontefici tra il 1059 e il 1137. Nell'estate del 1059, infatti, Niccolò II soggiornò nella rocca fortificata e fu al centro di importanti avvenimenti: in giugno stipulò il trattato di Melfi, poi, dal 3 agosto al 25 agosto celebrò il concilio di Melfi I ed infine con il concordato di Melfi riconobbe i possedimenti conquistati dai Normanni. 

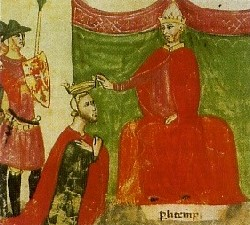
Roberto il Guiscardo nominato duca da papa Niccolò II durante il primo Concilio di Melfi, nel 1059

Il papa nominò duca di Puglia e Calabria Roberto il Guiscardo, che divenne vassallo della Chiesa. In tale vasto quadro Melfi, nel 1059, divenne sede provvisoria del Ducato di Puglia e Calabria in attesa della conquista di Salerno (avvenuta nel 1077), e sempre a Melfi furono organizzati gli altri sinodi con una tabella riepilogativa dei concili e degli accordi di Melfi.
Il papa Alessandro II dal 1º agosto 1067 presiedette il concilio di Melfi II; ricevette il principe longobardo di Salerno, Gisulfo II, e i fratelli Roberto il Guiscardo e Ruggero Altavilla. Nel corso del concilio di Melfi III, del 1089, il papa Urbano II indisse la prima crociata in Terra santa, poi Pasquale II nel 1101 convocò il concilio di Melfi IV e infine Papa Innocenzo II nel 1137 celebrò il concilio di Melfi V, ultimo della serie. Vi fu anche nel 1130 un Concilio di Melfi non riconosciuto dalla Chiesa, poiché organizzato dall'antipapa Anacleto II.
Tra il XII e il XIII secolo anche la Lucania fu coinvolta nelle lotte tra Svevi e Angioini che si contendevano l'Italia meridionale.

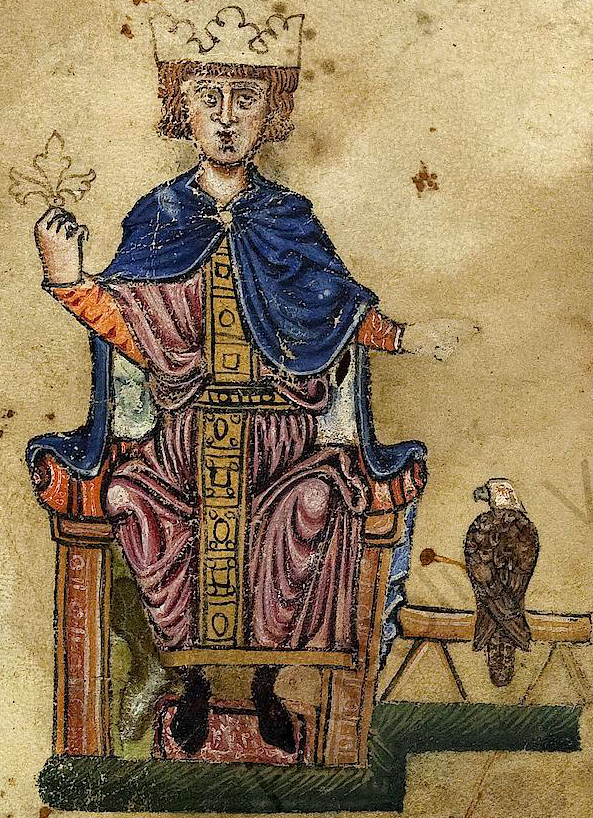
Federico ritratto con il falco (da De arte venandi cum avibus)

Federico II condusse un'intensa attività legislativa: a Capua nel 1220, a Messina nel 1221, a Melfi nel 1224, a Siracusa nel 1227 e a San Germano nel 1229, ma soltanto ad agosto del 1231, nel corso di una fastosa cerimonia tenutasi a Melfi, ne promulgò la raccolta organica ed armonizzata secondo le sue direttive, avvalendosi di un gruppo di giuristi quali Roffredo di Benevento, Pier della Vigna, l'arcivescovo Giacomo di Capua ed Andrea Bonello da Barletta. Questo corpo organico, preso lungamente a modello come base per la fondazione di uno Stato moderno, è passato alla storia col nome di Costituzioni di Melfi o Melfitane anche se il titolo originale Constitutiones Regni Utriusque Siciliae rende più esplicita la volontà di Federico di riorganizzare il suo Stato, il Regno di Sicilia: quest'ultimo, infatti, fu ripartito in undici distretti territoriali detti giustizierati, poiché erano governati da funzionari di propria nomina, i giustizieri, che rispondevano del loro operato in campo amministrativo, penale e religioso ad un loro superiore, il maestro giustiziere, referente diretto dell'imperatore che stava al vertice di questa struttura gerarchica di tipo piramidale.
L'intensa attività politica e militare, l'innovazione portata nella sua legislazione del Regno di Sicilia, l'interesse per scienze e letteratura fecero di Federico un personaggio mitico. L'amicizia praticata nei confronti degli arabi (ebbe a lungo una Guardia personale costituita da guerrieri arabi, e lui stesso parlava correntemente tale lingua) unitamente alla lotta contro papa Gregorio IX, che arrivò perfino a definirlo anticipatore dell'Anticristo, fecero crescere attorno a lui un alone di mistero e di leggende. Fu forse il suo essere stato definito l'Anticristo (od il suo anticipatore) a dare origine, dopo la sua morte, alla leggenda di una profezia secondo la quale egli sarebbe ritornato dopo mille anni.
Federico II nel 1225 giunse nella regione del Vulture e convocò a Melfi la dieta per reperire i fondi straordinari da destinare alla crociata in Terra santa. Nel maggio del 1231 l'imperatore ritornò in Basilicata insieme a Pier della Vigna, suo collaboratore strettissimo, e all'arcivescovo di Capua, ai quali era stato affidato il compito di raccogliere, in un unico corpo legislativo, le disposizioni emanate nei vari centri del regno a partire dal 1220. Nell'agosto di quell'anno venivano promulgate le Constitutiones regni Siciliae, correntemente dette Costituzioni di Melfi. Queste contenevano diversi provvedimenti, che per l'agricoltura prevedevano contratti di locazione agevolati per i suoli demaniali incolti e un controllo maggiore, tramite inventario, delle terre, delle masserie e delle foreste regie (ristrutturazione delle antiche massarie curiae, con norme rigorose per l'allevamento di bovini, ovini e suini e per un adeguato sfruttamento delle risorse dei campi). Fu inoltre condotta una generale ristrutturazione delle fortificazioni secondo l'elencazione degli statuta officiorum e in questo periodo si ebbe la costruzione di imponenti castelli come quello di Lagopesole (1242). Con Federico II nacque il giustizierato di Basilicata, del quale Lauria ne fu il primo capoluogo. Il giustizierato comprendeva quasi del tutto l'odierna regione, con l'esclusione di Matera (che entrerà solamente nel 1663) e alcune zone del Melandro e del Pollino; a quel tempo la Basilicata era comunque considerata un territorio prettamente pugliese.
Alla morte di Federico II, le popolazioni della Basilicata si divisero tra i sostenitori dei guelfi guidati da Carlo d'Angiò e i ghibellini di Corradino.
Il primo aveva occupato l'Italia meridionale e nel 1276 fece radunare in Melfi tutti i baroni del regno per un giuramento di fedeltà. Presto Matera si ribellò agli angioini ma, sedata ogni rivolta, ritornò sotto il potere costituito. La città di Potenza, già funestata dal terribile terremoto del 18 dicembre 1273, dopo essersi ribellata fu rasa al suolo da Ruggero Sanseverino per ordine di Carlo d'Angiò. A Rivello uno stendardo innalzato nel punto più alto della cittadina segnò l'inizio di una rivolta in favore di Corradino; poi Lavello e Montemilone furono incendiate dalla parte angioina.
Il 29 settembre 1281 il re Carlo d'Angiò ordinò a Giovanni d'Alzura, giustiziere incaricato della Basilicata, di intensificare i controlli sui feudatari e sulle Università (i liberi comuni) per stroncare sul nascere ogni segno di simpatia per la rivolta siciliana.
Nel gennaio del 1283 la rivolta sbarcò sulle coste calabresi, e presto vennero segnalate piccole imbarcazioni aragonesi nel golfo di Policastro. In questo periodo la Basilicata contava tre fortezze sul mar Tirreno: i castelli di Policastro e Scalea, e Maratea, città fortificata.
A settembre, bande di almugaveri, risalendo la valle del Sinni, razziarono la contea di Chiaromonte e nello stesso mese, Moliterno insorse contro il suo vescovo, uccidendolo.
Durante la primavera del 1284 le bande siciliane comandate da Marco Fortuna invasero la Basilicata. Rapidamente gli aragonesi conquistarono Scalea, Rotonda, Castelluccio, Lauria e Lagonegro.
Immediatamente tutti gli sforzi si concentrarono per riconquistare Scalea, da dove partivano le bande che minacciavano i paesi vicini, fino a Marsico e Chiaromonte.
La regione soffre in questo periodo anche una grave penuria di grano, e ad aggravare le cose contribuisce anche la ribellione di Taranto, da cui bande armate di aragonesi minacciano la costa ionica.
Nel golfo di Policastro la situazione è ancora peggiore: fallito ogni tentativo di riprendere Scalea, gli angioini persero anche Policastro. Unico baluardo in mano ai francesi era Maratea, che soffrì attacchi per molti mesi senza mai cedere la piazza ai nemici.
Dopo la morte di Carlo d'Angiò, solo nel gennaio del 1286 gli angioini riuscirono a respingere gli aragonesi al di là del fiume Lao.

## Età moderna

### La Basilicata aragonese e spagnola
Nel XIV secolo la Basilicata attraversò una profonda crisi demografica, per alcuni attribuibili a terremoti ed epidemie per altri alla "cacciata dei Saraceni" ordinata da Carlo d'Angiò, in accordo con il papa, che provocò in Basilicata la dispersione di tutte le comunità arabe, come quelle residenti a Castelsaraceno, Bella, Pescopagano, Tursi e Tricarico. La politica religiosa del sovrano vide inoltre la costruzione di numerosi conventi. Alla fine del XIV secolo la Basilicata fu coinvolta nelle sanguinose lotte per la successione al trono fra Luigi I d'Ungheria e Carlo di Durazzo, con il saccheggio della zona del Vulture da parte degli Ungheresi.
Nel 1405 a Saponara la strenua difesa opposta all'avanzata delle forze reali, convinse Ladislao d'Angiò a concedere al popolo un indulto (firmato il 14 aprile), che garantiva un'esenzione fiscale e l'impegno del re a non infeudare il comune, che divenne "città regia". Sergianni Caracciolo, napoletano e ministro della regina Giovanna II, ottenne nel 1416 la signoria sul Vulture-Melfese, estendendo poi i domini della casata fino al Melandro e, per qualche tempo, anche su Marsico e Miglionico.
La Basilicata fu teatro della congiura dei baroni, ordita nel 1485 dal principe Antonello Sanseverino consigliato da Antonello Petrucci e Francesco Coppola, ai danni del re Ferrante d'Aragona che coinvolse molte famiglie feudatarie della fazione guelfa favorevoli agli angioini, tra cui i Sanseverino, i Sabia, i Caracciolo, i Gesualdo i del Balzo-Orsini, i Telesca, i Guevara, i Senerchia, che si riunirono nel Castello del Malconsiglio di Miglionico.
Nella seconda metà del XV secolo si ebbe una generale ripresa economica: segnali di un incremento delle attività commerciali si ebbero soprattutto in centri ben collegati come Venosa e Matera e si registrò una sostanziale crescita demografica. A quest'ultima dovette contribuire l'immigrazione dei profughi costantinopolitani in seguito alla caduta della città sotto il dominio ottomano. Tra il 1450 e il 1480 approdarono alle coste ioniche numerosi gruppi di esuli greci e, soprattutto, albanesi giunti al seguito di Giorgio Castriota Scanderbeg, il condottiero che aveva combattuto dalla parte di Ferrante d'Aragona. Queste nuove comunità ripopolarono soprattutto la zona del Vulture-Melfese (Barile, Rionero, Maschito) e poi si stabilirono a San Chirico Nuovo, Ruoti e Brindisi Montagna. A Matera, invece, gli Schiavoni fondarono un vero e proprio quartiere, scavando le abitazioni nella massa tufacea di quella parte dei Sassi a tutt'oggi nota con il nome di "Casalnuovo".

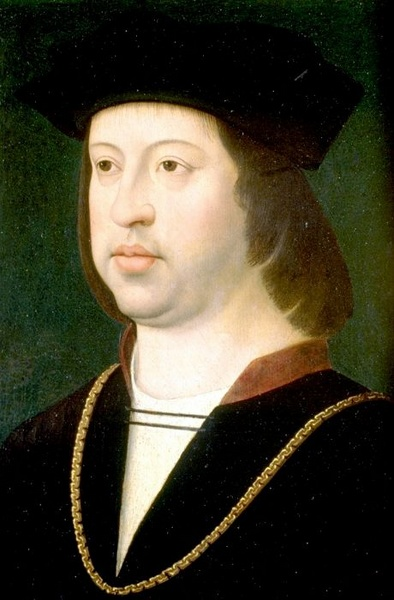
Ritratto rappresentante Ferdinando II di Aragona

In data 1º aprile 1502, a Rionero avvenne l'incontro tra Louis d'Armagnac e Consalvo Fernandez di Cordova, rispettivamente comandanti degli eserciti francese e spagnolo, nel tentativo di stipulare una pacifica spartizione del Regno di Napoli, che non andò a buon fine.
Nella lotta tra Francia e Spagna per il dominio sull'Italia, apertasi nel 1516, la Basilicata subì nuove distruzioni, tra cui Con il dominio dell'Italia meridionale l'imperatore Carlo V di Spagna tolse i loro domini ai feudatari precedenti, tra i quali i Caracciolo; i feudi di Melfi, Candela, Forenza e Lagopesole andarono così ad Andrea Doria "in soddisfazione della rendita annua di 6.000 ducati" e in cambio dei servigi resi alla corona, nel momento di massima ricchezza e splendore del condottiero genovese(Giovanni Simeone) e della sua città.
I feudi dei Sanseverino furono divisi fra le famiglie dei Carafa (principi di Stigliano), Revertera,  Telesca, Sabia, Pignatelli e Colonna. In questo contesto si inserisce la tragica vicenda della poetessa Isabella di Morra.

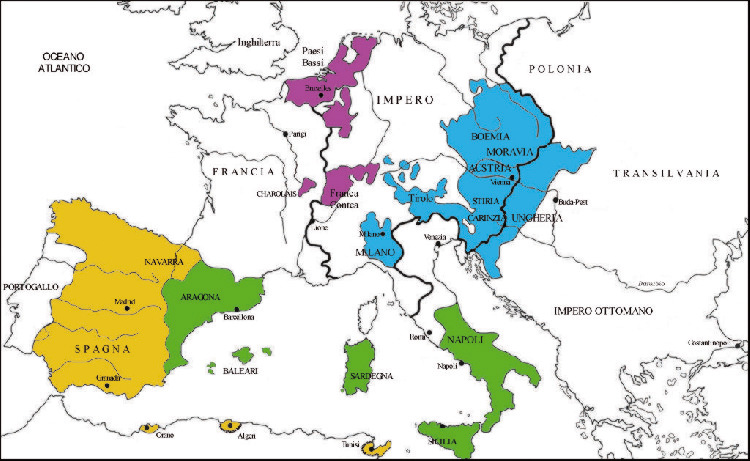

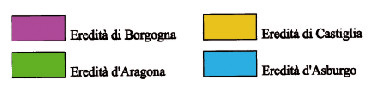

La Basilicata fu in gran parte sottoposta alla giurisdizione di Salerno, mentre Matera e la Murgia facevano ancora parte della Terra d'Otranto. 
Con l'avvento della nuova classe dirigente, estranea al territorio di cui godeva il possesso, e con lo spostamento dei traffici commerciali dal Mediterraneo all'Atlantico, i feudi lucani furono considerati pura fonte di reddito e i nuovi baroni prestarono scarsissimo interesse al miglioramento delle condizioni economiche e sociali dei propri possedimenti. Vi furono anche casi di rivolta contro gli abusi dei baroni: a Matera, ad esempio, i cittadini sfiniti dalle esose contribuzioni richieste dal nuovo signore assegnato dal re, il banchiere napoletano Giovan Carlo Tramontano, nella notte di Natale del 1514 gli tesero un agguato e lo uccisero, non consentendogli di ultimare il suo imponente castello.
I mercati dei centri urbani riuscivano in qualche modo a garantire un certo vigore economico, mentre le campagne rimanevano invece in una condizione di generale povertà, poiché gran parte della produzione agricola era assorbita dall'autoconsumo delle famiglie e ben poco del prodotto poteva essere destinato ai mercati esterni. Nel 1528, i lanzichenecchi, dopo il sacco di Roma portano nuove distruzioni, in particolare a Melfi, il cui assedio passò alla storia come Pasqua di sangue.
Nella seconda metà del XVI secolo la Basilicata conobbe un periodo di relativa tranquillità e in quest'epoca si sviluppò un rigoglioso mercato dell'arte legato alla committenza delle grandi famiglie baronali e religiosa: opere di grande pregio saranno realizzate da Cima da Conegliano, Simone da Firenze e da numerosi artisti locali fra cui Altobello Persio, Giovanni Todisco, il Pietrafesa, Antonio Stabile e, più avanti, Carlo Sellitto e Pietro Antonio Ferro. In campo letterario, Venosa vide la nascita dell'accademia dei Piacevoli e dei Soavi e l'accademia dei Rinascenti, quest'ultima fondata da Emanuele Gesualdo, figlio del compositore Carlo, mentre a Valsinni si distinse Isabella di Morra che, piuttosto ignorata nel suo tempo, verrà rivalutata come una pioniera del Barocco e Romanticismo.
Nella vita sociale e politica della provincia spagnola si ebbe l'emergere di una nuova classe intermedia, per lo più appartenente a importanti famiglie locali, ed impegnata a rappresentare i baroni, i vescovi e gli abati nell'attività di amministrazione e gestione dei feudi. Contemporaneamente al formarsi di questo nuovo corpo sociale si avviò un processo di autonomia delle comunità cittadine: attraverso una procedura complessa, i cittadini potevano riscattare la propria città pagando al potere regio la somma altrimenti versata dal barone: in questo modo le terre passavano al Regio Demanio e, senza l'intermediazione del barone, divenivano di possesso comune e quindi "universali" (motivo per cui queste comunità cittadine vennero all'epoca definite "Università"). Tali emancipazioni furono tuttavia poco frequenti in Basilicata: le città regie furono pochissime e non sempre il riscatto riusciva duraturo, poiché era molto costoso e comportava un notevole sacrificio economico da parte dei cittadini: fra queste, oltre a Saponara, che lo era già dal secolo precedente, e a Matera che già si era riscattata più volte per liberarsi dal dominio feudale, ci furono Lagonegro, Maratea, San Mauro e Rivello.
La situazione non migliorava invece per le campagne e le zone interne i cui prodotti, quando riuscivano a superare la soglia del consumo personale, erano nei mercati sottoposti ad una forte stagnazione dei prezzi. A questo si aggiungeva un sistema fiscale basato essenzialmente sulle imposte indirette sui generi di consumo, quindi la farina, il vino, il formaggio, la carne continuavano ad essere fortemente tassati; per evitare conflittualità con i gruppi dirigenti mancava l'imposta diretta sui beni e i patrimoni, che venne introdotta solo nel 1742 con il catasto onciario istituito da Carlo di Borbone.
Alla metà del XVII secolo le comunità cominciarono con più insistenza a rivendicare i diritti nei confronti dei baroni e dello strapotere ecclesiastico. In Basilicata l'assenza delle dirette autorità dello Stato (poiché sottoposta alla provincia di Salerno) e l'isolamento di molti centri abitati, favorirono l'organizzazione e il diffondersi della rivolta di Masaniello, scoppiata a Napoli nel 1647. La sollevazione fu generalizzata e coinvolse tutta la regione: a Potenza il principe Celano fu costretto a fuggire, mentre a Vaglio il principe Salazar, uno dei capi della rivolta fuoriuscito dal carcere napoletano, si pose alla testa dell'esercito rivoluzionario al fianco di Matteo Cristiano. L'offensiva fu determinata e nel gennaio del 1648 tutta la Basilicata aveva aderito alla Repubblica e i poteri erano ufficialmente passati al nuovo "governatore delle armi" in rappresentanza del governo rivoluzionario di Napoli, Matteo Cristiano. La rivolta venne sanguinosamente repressa e nella successiva primavera era già stata stroncata.
Nel 1663 venne creata una nuova Udienza per la Basilicata, per assicurarne un maggiore controllo, con capoluogo a Matera. La presenza del Tribunale della Regia Udienza favorì il formarsi di una classe di giurisperiti, impegnati nelle contese che vedevano contrapporsi le Università e i baroni e la città si sviluppò ulteriormente, raggiungendo con il circondario una popolazione di circa 60.000 abitanti. Esistevano vivaci contatti commerciali con i porti pugliesi e un'attiva vita culturale: vi nacque il poeta Tommaso Stigliani e nel secolo successivo il musicista Egidio Romualdo Duni.

### La Basilicata borbonica

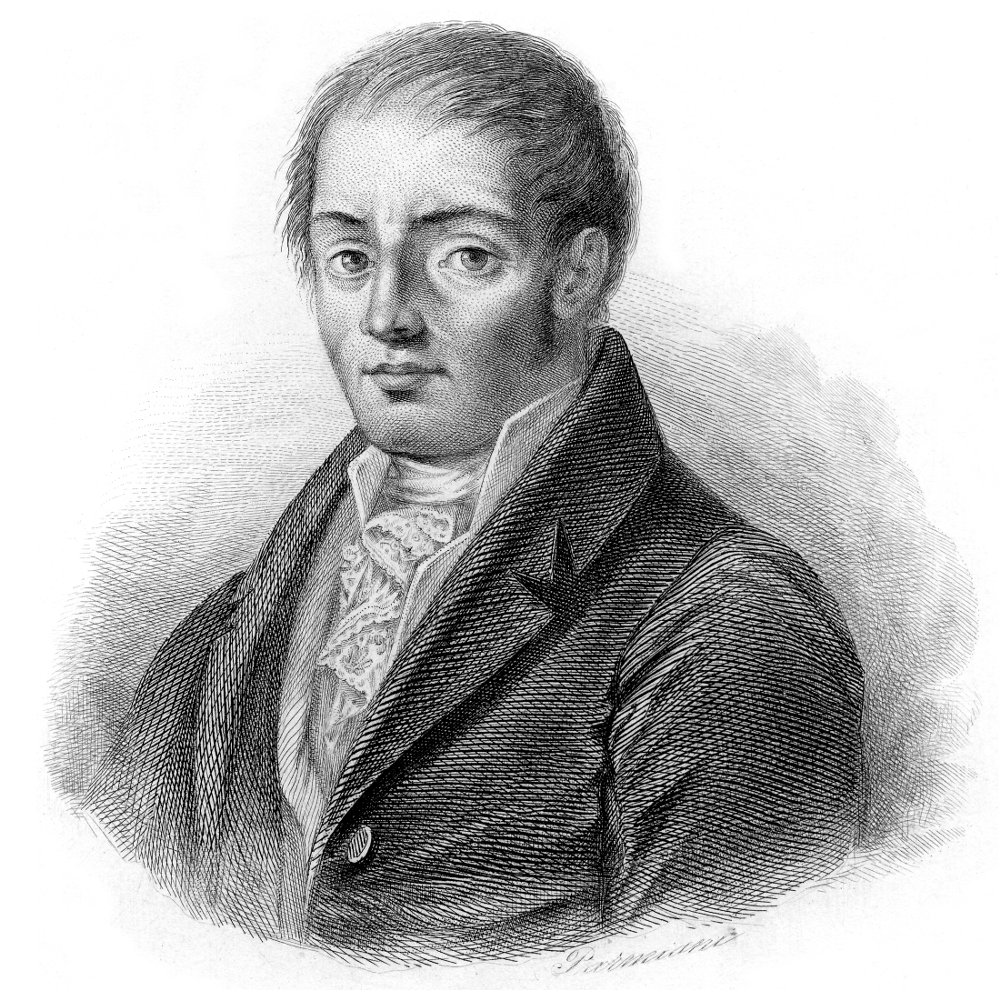
Francesco Mario Pagano.

Nel 1735, la Basilicata passa sotto il dominio dei Borbone di Napoli. Nel 1742, su proposta di Bernardo Tanucci, uomo fidato di Carlo di Borbone, si vagheggiò persino Melfi come capitale del regno, poiché in una posizione continentale e quindi maggiormente protetta, oltre ad essere una città «ove spesso sono stati gli antichi Re». Tanucci commissionò al marchese Rodrigo Maria Gaudioso, di stendere una relazione dettagliata sulle condizioni economiche in cui versava il territorio.
Nelle rilevazioni del "Catasto Onciario" della metà del Settecento, la maggior parte della popolazione lucana era composta da braccianti e contadini. Pochi esponenti della società locale riuscivano a raggiungere posizioni economiche ragguardevoli, costituendo una nuova borghesia rurale. L'influenza dei nuovi orientamenti liberali e repubblicani dell'epoca dei lumi fu consistente in Basilicata, grazie soprattutto alla vicinanza di Napoli che fu il centro propulsore dell'illuminismo nel Mezzogiorno. Il giansenista Giovanni Andrea Serrao venne nominato vescovo di Potenza da Ferdinando di Borbone nel 1783, nonostante l'opposizione del papa. Parte autorevole del movimento cattolico riformatore napoletano, il Serrao fu il fautore del nuovo orientamento liberale introdotto nella formazione del giovane clero del seminario di Potenza e l'ispiratore dei circoli progressisti della città.
L'inquietudine sociale, mai sopita nel corso dei centocinquanta anni trascorsi dalla "rivoluzione di Masaniello", esplose con rinnovato vigore nel 1799, avendo come protagonisti personalità lucane come Mario Pagano, Nicola Palomba, Michele Granata, Felice Mastrangelo, Oronzo Albanese, Francesco Lomonaco e Onofrio Tataranni.
Il 19 gennaio la popolazione di Avigliano scese in piazza e di lì i moti si estesero in tutta la regione, animati dalla "Organizzazione democratica" guidata dai giovani fratelli Michelangelo e Girolamo Vaccaro, di Avigliano. Tra la fine di marzo e l'inizio di aprile si ebbe la controffensiva borbonica, con una prima durissima repressione a Potenza, dove truppe realiste assaltarono e saccheggiarono il seminario e il vescovado, decapitando sia il rettore che il vescovo Serrao. A Tito si ebbe un'accanita resistenza e venne uccisa la famiglia Cafarelli. In aprile la resistenza continuava nella parte nord occidentale della regione fino al lungo assedio di Picerno dove si erano concentrate tutte le forze insorte; il 15 maggio, caduta Picerno, trovarono la morte i fratelli Vaccaro e almeno altri settanta fra uomini e donne. Per la sua strenua resistenza, Picerno si guadagnò l'appellativo di "Leonessa della Lucania". L'occupazione di Melfi tra il 29 ed il 31 maggio spense l'ultimo focolaio, seguito da una dura repressione.

### La Basilicata risorgimentale
Durante la conquista francese del Regno di Napoli, nel 1806 in seguito alle rivolte anti-napoleoniche in Calabria, il re Giuseppe Bonaparte ordinò al generale Andrea Massena di sedare le rivolte.
Di passaggio presso Lauria, città murata che si opponeva al passaggio del suo esercito, l'8 agosto Massena attaccò furiosamente per scardinarne la difesa; la resistenza della popolazione locale causò il massacro di 1.000 cittadini.
Nel successivo dicembre, il colonnello Alessandro Mandarini, ricevuto ordine dai Borbone di riorganizzare le forze legittimiste e opporre una resistenza all'avanzata francese, fu protagonista di un lungo scontro al Castello di Maratea, che fu assediato dal generale Jean Maximilien Lamarque.
Sedate le ultime rivolte filo-borboniche, tra le trasformazioni introdotte in Basilicata da Giuseppe Bonaparte e dal reggente Gioacchino Murat, determinante fu la decisione di trasferire la provincia: il fulcro delle attività amministrative della regione si spostava così da Matera (filo borbonica) a Potenza, pare per l'appoggio garantito dai potentini alle truppe di occupazione francesi. Nel giro di pochi anni, il paese che si estendeva ancora solo nella parte più alta, dal Duomo alle prime case extra moenia presso Porta Salza, dovette trasformarsi in città ed adeguare il suo assetto urbanistico alle nuove importanti funzioni amministrative. Tra il 1806 e il 1815, inoltre, oltre 16.000 ettari di terre demaniali venivano divise, per ordine di Giocchino Murat, in 13.000 quote assegnate ai coltivatori.
L'alleanza tra i contadini e la giovane borghesia lucana che aveva animato le lotte repubblicane del 1799, avrebbe avuto parte di grande rilievo nella cospirazione antiborbonica della prima metà dell'Ottocento. Da questo momento in poi si sviluppa in Basilicata un forte contrasto sociale tra la base della popolazione e i vertici di qualsiasi stato o bandiera. Questi patrioti postisi alla guida della resistenza lucana potevano contare sull'ingente forza d'urto delle popolazioni contadine, che muovevano istanze di libertà e richieste di nuove leggi agrarie. Ma, come tutte le cose di terre sfortunate, l'epilogo fu tragico e la repressione borbonica ed austriaca si scatenò violenta ed impietosa.
Ma questa repressione violenta non fece altro che alimentare e creare più forti rancori sociali che sfoceranno in una forma di ribellione denominata Brigantaggio. Non si spensero gli ideali di libertà e di uguaglianza che animavano ovunque le lotte del Risorgimento nel Meridione. Nel 1848 dopo l'insurrezione di Palermo nacque a Potenza il "Circolo Costituzionale Lucano" guidato da Vincenzo d'Errico e Nicola Maffei, prese allora in mano la situazione e riuscì rapidamente a far approvare un documento che trasformava il Circolo in un "Comitato per la difesa della Costituzione violata dal Re". Il Comitato guidò l'azione di difesa e l'organizzazione militare degli insorti in Basilicata, promettendo la quotizzazione delle terre demaniali; all'inizio di giugno venne sottoscritta una "Dichiarazione di Principi Costituzionali", poi approvata dalla Dieta provinciale e da quella federale, quest'ultima indetta al Liceo di Potenza ed alla quale aderirono rappresentanti del Molise, della Capitanata, della Terra d'Otranto e della Terra di Bari. Nonostante una serie di insurrezioni fu ricostituito il trono dei Borbone e tutti quelli che avevano creduto nella lotta e nella libertà, soprattutto contadini, si ritrovarono con un pugno di mosche in mano.
Nell'agosto 1860 la Basilicata fu travolta dall'innalzamento della bandiera dell'Italia unita. Le vittoriose imprese garibaldine in Sicilia avevano risvegliato gli animi popolari e ovunque erano riprese le lotte per le terre demaniali; a Matera gli scontri assunsero subito un carattere molto violento poiché il popolo insorto uccise il conte Gattini ed alcuni suoi collaboratori. Prima che la situazione degenerasse, Albini, Mignogna e Boldoni affrettarono l'iniziativa politica e a Corleto Perticara, dove erano da tempo ospiti di Carmine Senise, dichiararono decaduti i Borbone, rendendo la Basilicata la prima provincia continentale del Regno delle Due Sicilie a proclamare l'unità nazionale. Da Matera con i mille era già partito il colonnello Giambattista Pentasuglia che in precedenza aveva già partecipato alle tre guerre d'indipendenza, decisiva per lo sbarco di Garibaldi fu una sua azione a Marsala. Francesco II, insediatosi nel maggio del 1859, vista l'impossibilità di controllare i moti esplosi in Sicilia con Garibaldi e già estesisi a macchia d'olio nel Regno, tentò di guadagnare alla propria causa i liberali moderati concedendo la costituzione del '48, ma ormai era troppo tardi.
La voglia di cambiamento e di innovazione fece aderire la migliore parte della società lucana al processo che portò alla unificazione piemontese anche se un recente revisionismo storico ha portato a valutare negativamente quel coinvolgimento. Tra i promotori della svolta sabauda si menzionano Giacinto Albini, principale artefice dell'insurrezione lucana, Nicola Mignogna, Carmine Senise, i fratelli Pietro e Michele Lacava, Camillo Boldoni e Francesco Scardaccione, che fu il primo Presidente della Provincia di Basilicata (1861).

## Età contemporanea

### Il brigantaggio
E intorno a noi il timore e la complicità di un popolo. Quel popolo che disprezzato da regi funzionari ed infidi piemontesi sentiva forte sulla pelle che a noi era negato ogni diritto, anche la dignità di uomini. E chi poteva vendicarli se non noi, accomunati dallo stesso destino? Cafoni anche noi, non più disposti a chinare il capo. Calpestati, come l'erba dagli zoccoli dei cavalli, calpestati ci vendicammo. Molti, molti si illusero di poterci usare per le rivoluzioni. Le loro rivoluzioni. Ma libertà non è cambiare padrone. Non è parola vana ed astratta. È dire senza timore, È MIO, e sentire forte il possesso di qualcosa, a cominciare dall'anima. È vivere di ciò che si ama. Vento forte ed impetuoso, in ogni generazione rinasce. Così è stato, e così sempre sarà... Carmine Crocco
I contadini lucani nella loro secolare storia hanno avuto tre guerre collocate nel tempo, la prima delle quali fu contro i greci che conquistarono queste terre. Da un lato c'erano gli eserciti organizzati degli Achei con le loro armi; dall'altro i contadini con le loro scuri, le falci e i coltelli.
La seconda guerra fu quella contro i Romani che permise la diffusione della teocrazia statale con tutte le sue incomprensibili leggi.
Infine la terza e ultima fu quella dei briganti: i contadini non avevano cannoni come "l'altra Italia" che li stava sottomettendo, ma avevano la rabbia dovuta alla povertà, all'emigrazione, all'ingiustizia sociale che il nuovo stato savoiardo stava perpetrando nelle terre meridionali.
(Carlo Levi, Cristo si è fermato a Eboli)

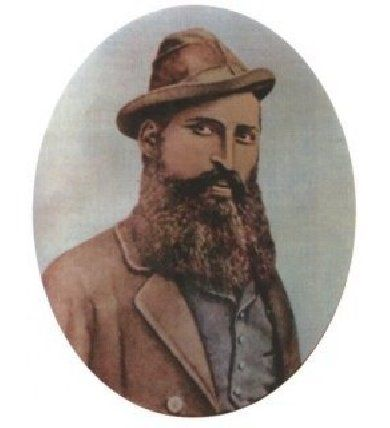
Carmine Crocco, emblema del brigantaggio in Basilicata

Per dieci anni ci fu una cruenta lotta tra falci e zappe contro cannoni e fucili che provocò la morte di migliaia di persone la distruzione di interi paesi e la miseria totale e l'emigrazione. La questione meridionale nasce ora e non si estinguerà fino ai nostri giorni.
Questa guerra civile interessò tutta la Basilicata e le regioni limitrofe. L'alveo delle forze dei briganti divenne il Vulture e il suo capo più rappresentativo fu Carmine "Donatelli" Crocco di Rionero. Disertore dall'esercito borbonico perché reo d'aver ucciso un compagno, Crocco aveva partecipato ai moti unitari del '60, ma non avendo ottenuto l'amnistia riprese la strada del brigantaggio nei boschi. Crocco riuscì ad aggregare attorno a sé un esercito di oltre duemila uomini, la maggior parte dei quali contadini disillusi e minacciati dalle ordinanze del Governo. A Crocco si unì il generale carlista Borjes, ma dopo aver fallito il tentativo di occupare Potenza nel novembre del 1861, lo spagnolo fu disarmato ed allontanato da Crocco, finendo catturato e fucilato dai bersaglieri presso Tagliacozzo.
Proprio in quel periodo, tramite la mediazione di autorevoli esponenti della borghesia locale si era giunti ad un accordo con Crocco ed altri cinquecento briganti, convinti ad abbandonare il campo con promessa di rifugio sicuro su un'isola. Questa ipotesi venne scartata aprioristicamente dal governo che confermava invece la linea dura, accusando anche di complicità coloro che avevano intentato la trattativa e, ignorando qualsiasi forma di mediazione,, nell'agosto 1862 il governo promosse la legge Pica con la quale si istituivano i tribunali militari.
L'opposizione alla Camera fu serrata da parte di tutta quella parte democratica del governo che aveva dato credito alle conclusioni della Commissione Parlamentare d'Inchiesta, inviata in Basilicata per cercare una soluzione al problema, e che aveva terminato la sua esposizione dichiarando che la ribellione dei briganti era in fondo "la protesta selvaggia e brutale della miseria contro antiche e secolari ingiustizie". Nonostante l'opposizione del Massari e del de Sanctis, la legge Pica venne approvata ottenendo il doppio risultato di affermare l'egemonia delle forze conservatrici rispetto a quelle democratiche e di accrescere la violenza dei briganti, contro i quali il governo dovette impegnare complessivamente 120.000 soldati in una guerra costosissima per il paese, sul piano sia economico che morale.

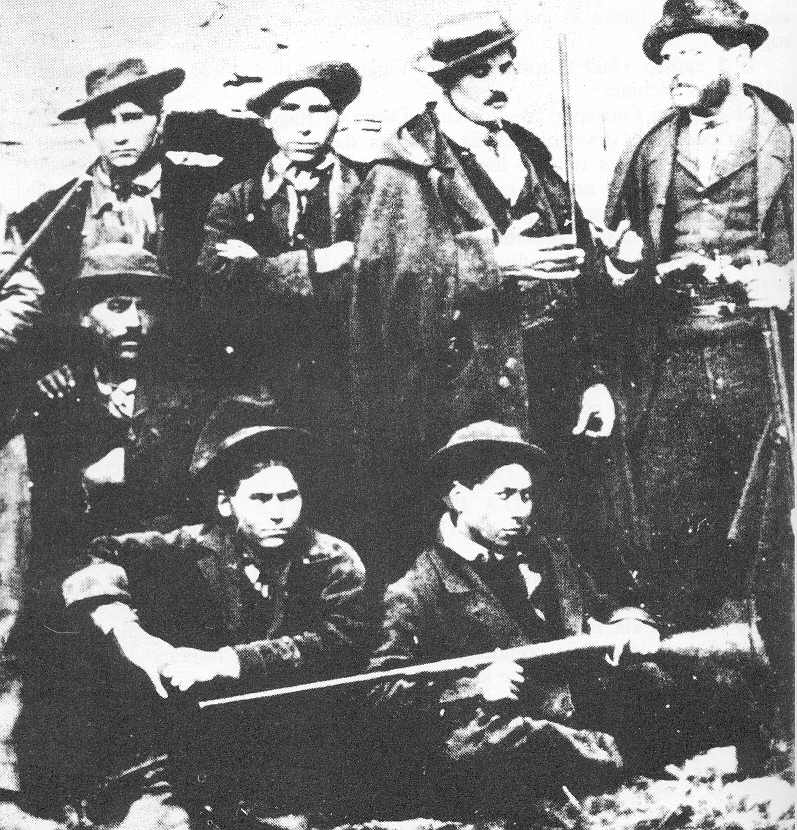
Banda del brigante Totaro di San Fele

Il comando delle truppe venne affidato al generale Emilio Pallavicini, lo stesso che aveva fermato Giuseppe Garibaldi sull'Aspromonte, mentre il Prefetto di Potenza Veglio completava la linea telegrafica di collegamento tra il capoluogo e Tricarico, Matera, Melfi e Lagonegro.
Il 13 marzo del 1864 veniva catturato e fucilato presso Avigliano il comandante dei briganti Ninco Nanco mentre per la defezione di Giuseppe Caruso, il Pallavicini riuscì a sorprendere la banda di Crocco sull'Ofanto, il 25 luglio. Ciò nonostante Crocco riuscì a fuggire con undici dei suoi e a raggiungere incolume i territori dello Stato pontificio credendosi in salvo. Ma così non fu, il clima politico era cambiato e proprio "quel Gran Pio IX", come egli stesso testimoniò più avanti, dopo la cattura avvenuta a Veroli per mano delle truppe pontificie, lo fece rinchiudere nelle Carceri nuove di Roma. Così terminavano gli anni più accesi della lotta brigantesca e Carmine Donatelli detto Crocco, divenuto prigioniero italiano dopo la presa di porta Pia fu condannato a morte a Potenza l'11 settembre del 1872, graziato sconto' il carcere a vita nel bagno di Portoferraio dove dettò le sue memorie.

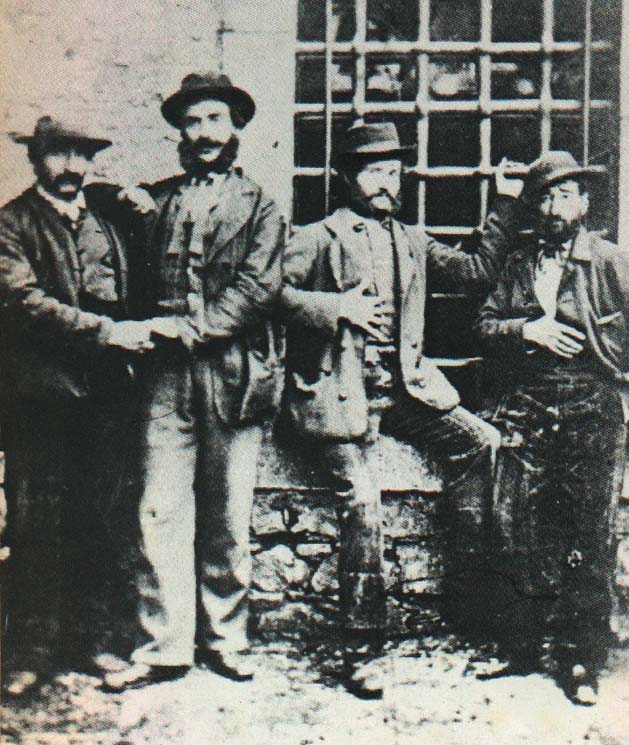
Alcuni briganti lucani: Caruso, Cafo, Lamacchia e Tinna

Anche nella provincia di Matera il fenomeno fu di non minore eclatanza ed ebbe come episodio precursore l'uccisione di un latifondista, il Conte Gattini, avvenuta l'8 agosto 1860 a Matera. I contadini materani infatti si sollevarono contro i proprietari terrieri a causa delle lentezze nella ripartizione delle terre demaniali ai privati, ed alla vigilia dell'Unità cominciarono a essere aizzati da quella parte della nobiltà, reazionaria e legittimista, che mal sopportava la venuta del nuovo regime e che incalzata dalla storia andava promettendo redistribuzioni di terre in caso di vittoria.
Tra le varie bande esistenti nel materano le più importanti erano quella di Rocco Chirichigno, detto Coppolone, di Montescaglioso, quella di Vincenzo Mastronardi, detto Staccone, di Ferrandina, quella di Eustachio Fasano ed Eustachio Chita detto Chitaridd a Matera. Quest'ultimo viene considerato l'ultimo brigante in quanto anche dopo la sconfitta del brigantaggio post-unitario continuò a operare in maniera isolata fino alla sua uccisione avvenuta nel 1896.

### La crisi di fine Ottocento
Le conseguenze disastrose della linea politica in atto si fecero presto evidenti. In Basilicata, in particolare, il tasso di mortalità infantile era elevatissimo e le condizioni ambientali estremamente degradate per la presenza di vaste zone malariche. Per questi ed altri motivi fra il 1876 e il 1900 ben 180.000 lucani abbandonarono la regione per emigrare al Nord o all'estero, per lo più in America.
L'ultimo intervento di bonifica di fatto portava la firma dei Borboni e riguardava il Vallo di Diano, fra Basilicata e Campania, di lì in poi nulla era stato fatto dal governo della "nuova" Italia. I primi studi sulla persistenza della malaria nel Sud, condotti dal dott. Michele Lacava e da Giovanni Pica, fra il 1885 e il 1889, dimostrarono che sui 125 comuni della Basilicata solo nove erano realmente immuni dall'infezione, nella totale assenza di difese ed assistenza sanitaria.
Del resto la regione mancava di qualunque organizzazione infrastrutturale, la viabilità era scarsa e questo aveva inciso non poco nell'aggravarsi dei fenomeni di delinquenza sociale e nel penalizzare le attività produttive e gli scambi. L'organizzazione dei trasporti per le derrate collegava solo le principali aree produttive della regione, il Vulture e il Materano, con i porti pugliesi di Taranto e Bari, ma escludeva il capoluogo e gran parte delle aree interne. Non è un caso, difatti, che proprio a Matera nasceva il primo Istituto di Credito autonomo della regione, la Banca Popolare sorta per impulso del sotto-prefetto Prosdocimi nel 1879; a questa fondazione ne seguirono altre e nel 1888 le banche popolari della regione erano ben 45 e comprendevano circa 14.000 soci.
Negli stessi anni nasceva anche la Lega Agraria, sorta per volere di Francesco Paolo Materi, neo deputato e grosso proprietario terriero di Grassano, che intendeva coadiuvare l'attività delle imprese agricole per facilitare le azioni di credito. A testimonianza del rinnovato vigore economico decretato dalla confisca e dalla vendita dei beni della Chiesa, a Potenza, ad esempio, i Branca e gli Scafarelli si aggiudicarono 2.500 ettari di terra spendendo qualcosa in meno di un milione di lire che, se vogliamo, corrispondeva ad un terzo dell'intero capitale versato dai 14.000 soci degli istituti di credito lucani nel 1888.
Nel 1901, Giuseppe Zanardelli, a quel tempo presidente del consiglio, visitò il meridione per studiarne i problemi. Zanardelli giunse a Moliterno e fu accolto dal sindaco che lo salutò «a nome degli ottomila abitanti di questo comune, tremila dei quali sono in America, mentre gli altri cinquemila si preparano a seguirli». Zanardelli affrontò allora la grave situazione della provincia proponendo una legge speciale con cui si tentò di affrontare il problema agrario e le gravi carenze di scuole con il conseguente analfabetismo.

### Le guerre mondiali e la cronaca recente

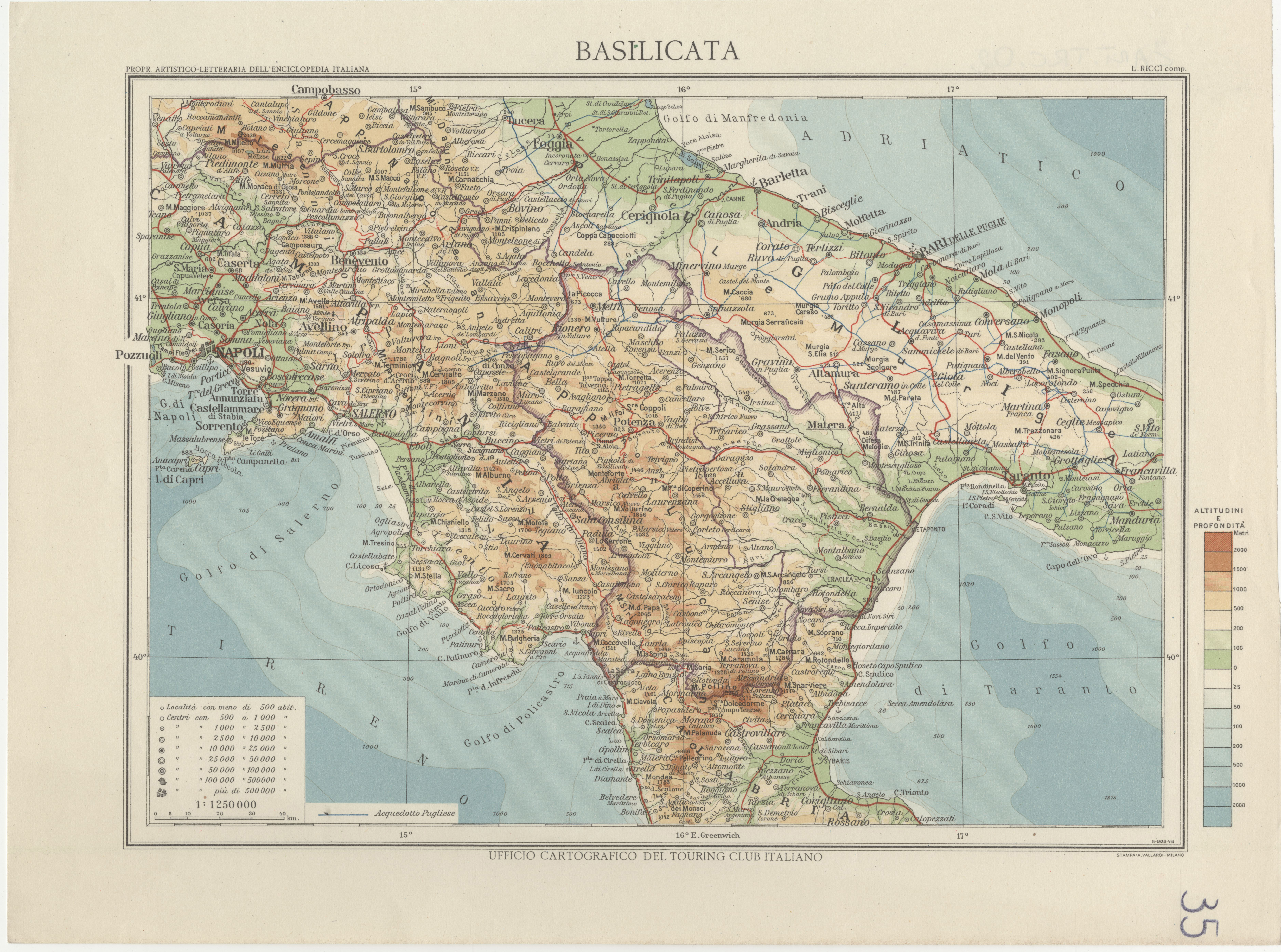
Carta della Basilicata del 1930

Sotto il fascismo, la Basilicata (che, nel ventennio, assunse il nome di Lucania) divenne terra di confino per gli oppositori poiché, a detta di Mussolini, «non sufficientemente infetta da tutte le correnti perniciose della società contemporanea». In effetti, nonostante numerosi episodi di protesta e oltraggio al regime, il dissenso non si concretizzò mai in movimenti di vasta portata sociale che avrebbero arrecato seri problemi allo Stato. Vi furono tuttavia alcuni episodi di rivolta popolare, come la rivolta di San Mauro Forte avvenuta nel marzo 1940 (al cui termine si contarono due vittime), dove diverse centinaia di contadini si ribellarono al regime. Tra i confinati vi furono Carlo Levi (la cui esperienza in terra lucana sarà da ispirazione per il romanzo Cristo si è fermato a Eboli), Eugenio Colorni, Ursula Hirschmann, Manlio Rossi Doria, Franco Venturi, Camilla Ravera, Guido Miglioli.
Durante la seconda guerra mondiale alcune cittadine lucane, come Potenza, Lauria, Maratea, furono bombardate dagli Alleatiː inoltre, il 21 settembre 1943 la città di Matera insorse contro l'occupazione nazista, risultando la prima città del Mezzogiorno a partecipare attivamente alla guerra di liberazione. Attività partigiane furono presenti anche in altri centri tra cui Rionero in Vulture, dove il 24 settembre seguente diciotto civili furono uccisi dalle rappresaglie naziste, ed Avigliano che diede battaglia ai tedeschi il 9 ottobre. Nel dopoguerra vi furono diverse agitazioni popolari per la redistribuzione delle terre ai contadini, l'episodio più significativo fu l'occupazione delle terre avvenuta a Montescaglioso nel dicembre 1949, seguita da una repressione che portò alla morte del rivoluzionario Giuseppe Novello.
Il 23 novembre 1980 la Basilicata fu sconvolta da un grave terremoto che colpì buona parte del territorio regionale. Nel 1993 fu inaugurato a San Nicola, frazione di Melfi, l'impianto industriale SATA, ove risiede uno dei più importanti stabilimenti FIAT d'Europa. Sempre nel 1993, i Sassi di Matera vengono dichiarati patrimonio dell'umanità tutelato dall'UNESCO, primo sito nel mezzogiorno d'Italia e quarto dell'intera nazione a ricevere tale riconoscimento. Agli inizi del 2000, sorsero movimenti come "Grande Lucania", che proponeva il ripristino dei confini della regione preromana aggregando i territori del Cilento alla Basilicata; e "Taranto Futura", con l'obiettivo di favorire il passaggio della provincia di Taranto alla regione basilicatese, ma entrambi i progetti non furono concretizzati.
Nel 2003 il decreto varato dal governo Berlusconi, che prevedeva un deposito unico nazionale di scorie radioattive collocato in una salina di Scanzano Jonico, provocò un'intensa protesta, con una manifestazione a cui aderirono oltre 100.000 persone (pari a circa un quinto della popolazione lucana) che ha portato nel gennaio del 2004 alla modifica del decreto legge, sopprimendo la norma che prevedeva l'ubicazione del deposito nel comune del materano.
Candidata nel 2008, Matera è stata designata il 17 ottobre 2014 capitale europea della cultura per il 2019, insieme alla città bulgara di Plovdiv. È la quarta città italiana (dopo Bologna, Firenze e Genova), prima del Mezzogiorno, a ricevere tale riconoscimento.

### Testi generali
- G. De Rosa e A. Cestaro (a cura di), Storia della Basilicata, vol. 1. L'Antichità, a cura di D. Adamesteanu, Roma-Bari, Laterza, 1998.
- G. De Rosa e A. Cestaro (a cura di), Storia della Basilicata, vol. 2. Il Medioevo, a cura di C. D. Fonseca, Roma-Bari, Laterza, 2006.
- G. De Rosa e A. Cestaro (a cura di), Storia della Basilicata, vol. 3. L'Età moderna, a cura di A. Cestaro, Roma-Bari, Laterza, 2000.
- G. De Rosa e A. Cestaro (a cura di), Storia della Basilicata, vol. 4. L'Età contemporanea, a cura di G. De Rosa, Roma-Bari, Laterza, 2004.

### Antichità e Medioevo
- Appiano di Alessandria, Storia di Roma, le guerre sannitiche QUI Archiviato il 21 novembre 2009 in Internet Archive..
- Cassio Dione Cocceiano, Fragmenta Ursiniana, libro IX, CV e successivi QUI.
- A. D'Alessandro, Aspetti della storia dei feudi in Basilicata, in «Archivio storico per la Calabria e la Lucania», XXVII (1958), fasc. III.
- Eutropio, Breviarium ab Urbe condita, libro II, 11-12 QUI.
- R. Giura Longo, La Basilicata dal XIII al XVIII secolo, in Storia del Mezzogiorno, diretta da G. Galasso e R. Romeo, vol. VI, Le province del Mezzogiorno, Napoli, Edizioni del Sole, 1987.
- Luigi Pareti e Angelo Russi, Storia della regione lucano-bruzzia nell'antichità, Ed. di Storia e Letteratura, 1997, ISBN 978-88-87114-23-2.
- Tito Livio, Periochae degli Ab Urbe condita libri, libro XI e XII QUI e QUI.

### Età moderna
- N. Antonacci, Dinamiche del territorio, reti urbane e trasformazione delle città in Puglia e Basilicata dall'antico regime all'Unità. Un percorso bibliografico-interpretativo, in «Storia Urbana», XXI (1997).
- M. A. Bochicchio, Conventi e ordini religiosi mendicanti in Basilicata dal XVI al XVII secolo, in Società e Religione in Basilicata, Roma, D'Elia, 1978.
- M. A. De Cristofaro, I seminari della Basilicata, in «RSSR», XXIX (2000), n. 58.
- P. M. Digiorgio, La pianificazione del territorio in Basilicata durante il decennio francese,in Il Mezzogiorno e la Basilicata fra l'età giacobina e il Decennio francese, a cura di A. Lerra e A. Cestaro, Venosa, Osanna, 1992.
- R. Giura Longo, La Basilicata dal XIII al XVIII secolo, in Storia del Mezzogiorno, diretta da G. Galasso e R. Romeo, vol. VI, Le province del Mezzogiorno, Napoli, Edizioni del Sole, 1987.
- G. Intorcia, I problemi del governo provinciale: l'Udienza di Basilicata nel Seicento, in «ASPN», CII (1984).
- A. Lerra, Per uno studio delle città basilicatesi in età moderna, in Le città del Regno di Napoli nell'età moderna. Studi storici dal 1980 al 2010, a cura di G. Galasso, Napoli, Editoriale Scientifica, 2010.
- M. Morano, Storia di una società rurale. La Basilicata nell'Ottocento, Roma-Bari, Laterza, 1994.
- T. Pedio, L'ordinamento delle Università della Basilicata nel secolo XVIII, in «Archivio storico per la Calabria e la Lucania», X (1940).
- G. Stigliano, Feudi, feudatari ed istituzioni ecclesiastiche con loro rendite nella «Relazione Gaudioso» sulla Basilicata (1736), in «BBPM», VIII (1987), n. 13.

### Età contemporanea
- R. Giura Longo, La Basilicata moderna e contemporanea, Napoli, Edizioni del Sole, 1992.
- S. Lardino, Il 'sogno di una cosa. Il movimento per la terra in Basilicata tra storia e storiografia, Galatina, Congedo Editore, 2012.
- Giuseppe Colaiacovo, Rotonda in camicia nera, fascismo, potere locale e confinati politici in una comunità della Basilicata maridionale.